# Schachtarske
Schachtarske (ukrainisch Шахтарське; russisch Шахтёрское/Schachtjorskoje) ist eine Siedlung städtischen Typs im Osten der Ukraine mit etwa 3600 Einwohnern.
Die Siedlung städtischen Typs gehört verwaltungstechnisch zusammen mit der Ansiedlung Kysselewe (Киселеве) zur gleichnamigen Siedlungsratsgemeinde, die wiederum zum Stadtkreis von Swerdlowsk gehört.
Sie trug bis 1923 den Namen Tschubarski (Чубарський), danach bis 1938 den Namen Leninske (Ленінське). 1987 wurde das Dorf zur Siedlung städtischen Typs ernannt, seit Sommer 2014 ist der Ort im Verlauf des Ukrainekrieges durch Separatisten der Volksrepublik Lugansk besetzt.